# Yesterday guy
Yesterday guy is een single van Jack Jersey uit 1979, met op de B-kant het nummer Way down low. Beide nummers werden door hemzelf geschreven en geproduceerd, en verschenen ook op zijn elpee Accept my love (1979).
De single verscheen in een periode waarin meerdere singles op rij geen hitnotering bereikten en hij in een conflict verwikkeld raakte met zijn zakenpartner Henk Voorheijen.
Het is een elektronisch rock-'n-roll-nummer waarin hij een jonge vrouw bezingt met wie hij een relatie had. Hij zingt het met het Elvis Presley-geluid waarmee hij als solozanger bekend is geworden.